# Charles Sturt City
Koordinaten: 34° 53′ S, 138° 31′ O

Die City of Charles Sturt ist ein lokales Verwaltungsgebiet (LGA) im australischen Bundesstaat South Australia. Charles Sturt City gehört zur Metropole Adelaide, der Hauptstadt von South Australia. Das Gebiet ist 52 km² groß und hat etwa 112.000 Einwohner (2016).
Charles Sturt City liegt nördlich des River Torrens und nordwestlich des Stadtzentrums am Saint-Vincent-Golf. Das Gebiet beinhaltet 39 Stadtteile: Albert Park, Allenby Gardens, Athol Park, Beverley, Bowden, Brompton, Cheltenham, Croydon, Devon Park, Findon, Flinders Park, Fulham Gardens, Grange, Hendon, Henley Beach, Henley Beach South, Hindmarsh, Kidman Park, Kilkenny, Ovingham, Pennington, Renown Park, Ridleyton, Rosewater, Royal Park, Seaton, Semaphore Park, Tennyson, Welland, West Beach, West Croydon, West Hindmarsh, West Lakes, West Lakes Shore, Woodville, Woodville North, Woodville Park, Woodville South und Woodville West. Der Verwaltungssitz des Councils befindet sich im Stadtteil Woodville, wo etwa 2000 Einwohner leben (2016).

## Verwaltung
Der City Council von Charles Sturt City hat 17 Mitglieder. 16 Councillor werden von den Bewohnern der acht Wards gewählt (je zwei aus Semaphore Park, Grange, Henley, Woodville, West Woodville, Findon, Hindmarsh und Beverley Ward). Diese acht Bezirke sind unabhängig von den Stadtteilen festgelegt. Der Ratsvorsitzende und Mayor (Bürgermeister) wird zusätzlich von allen Bewohnern der City gewählt.